# Juan Alonso Villabrille y Ron

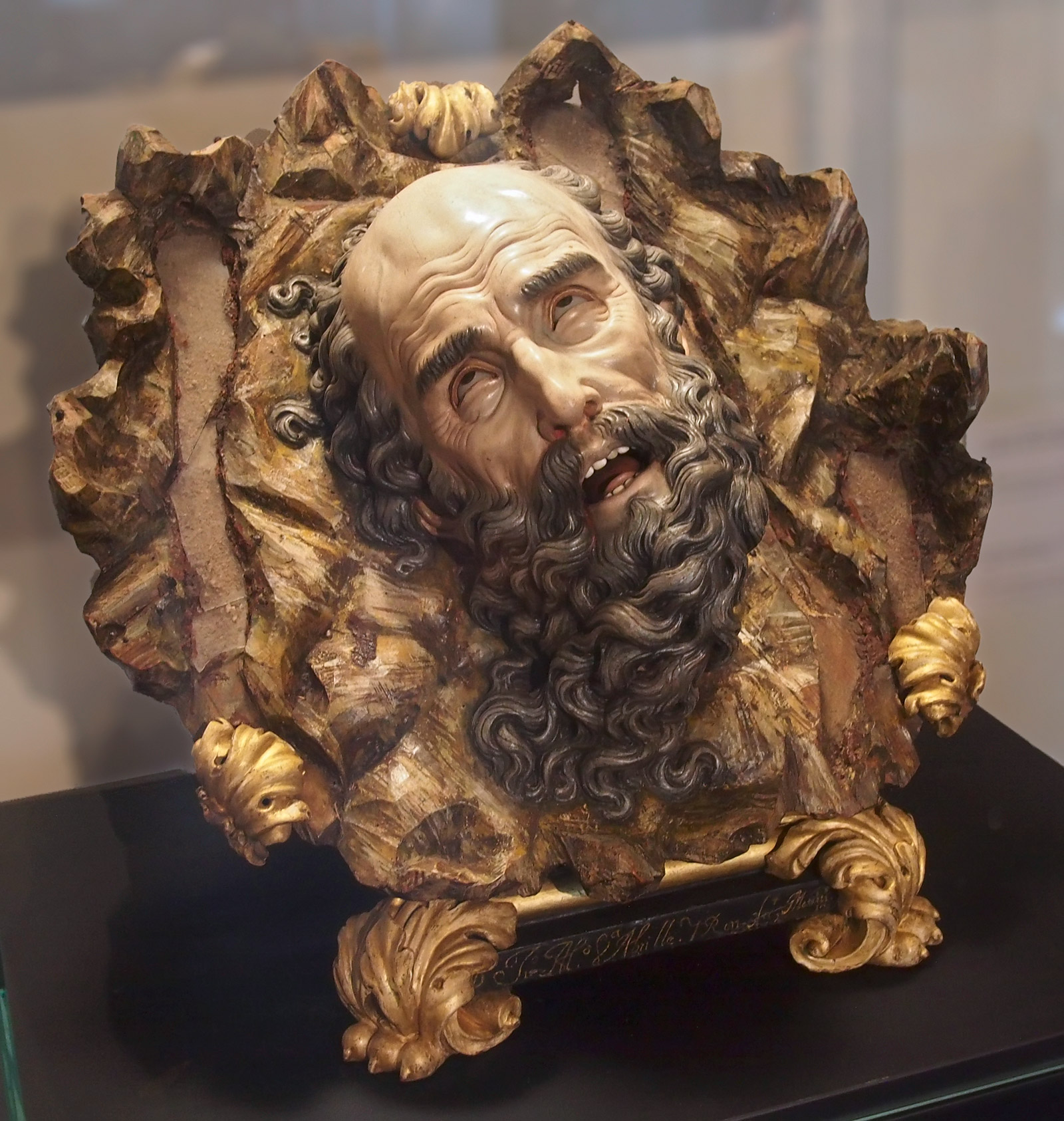
Cabeza de san Pablo, 1707. Valladolid, Museo Nacional de Escultura.

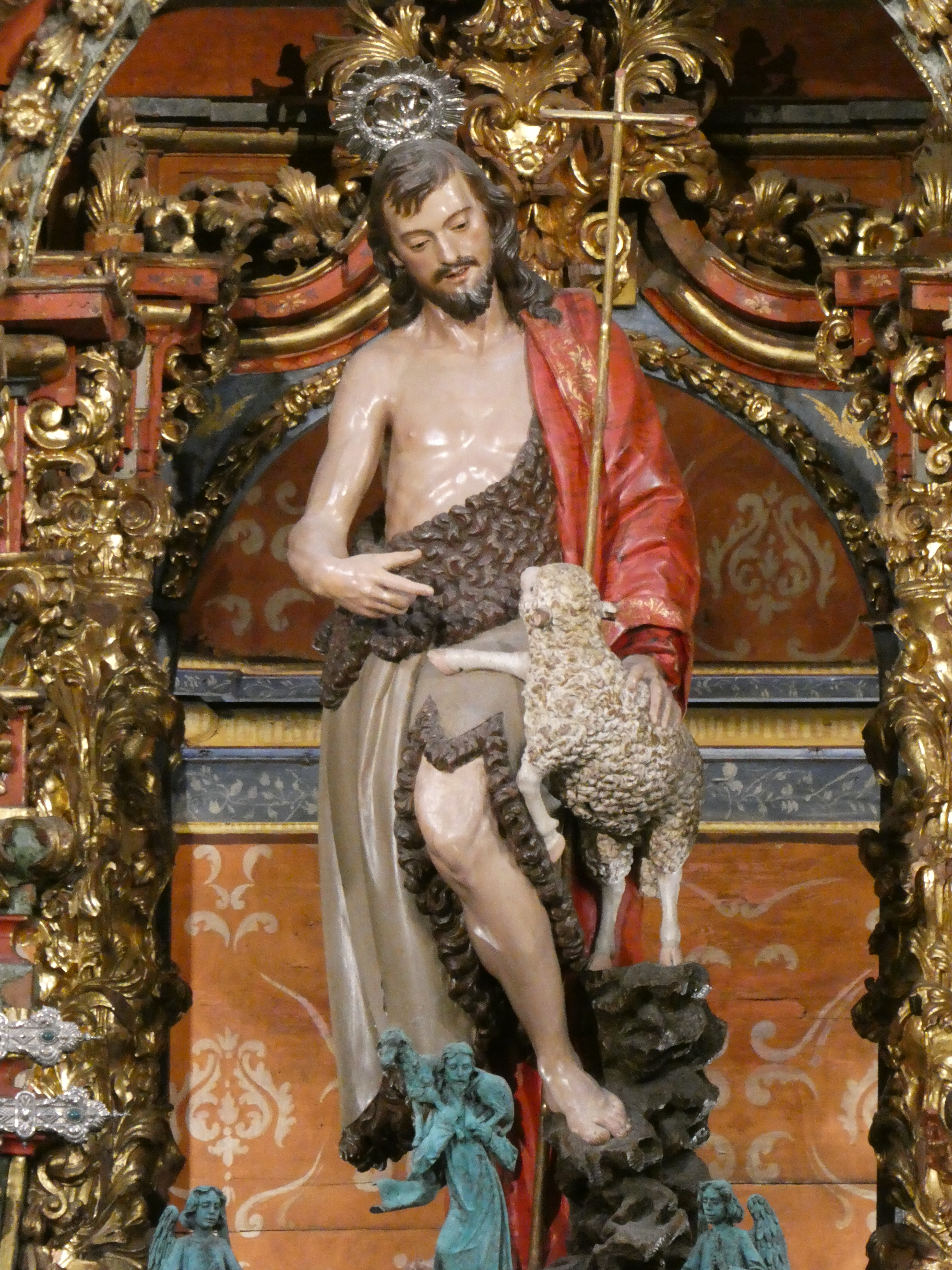
San Juan Bautista, 1718. Retablo mayor de la catedral de Badajoz.

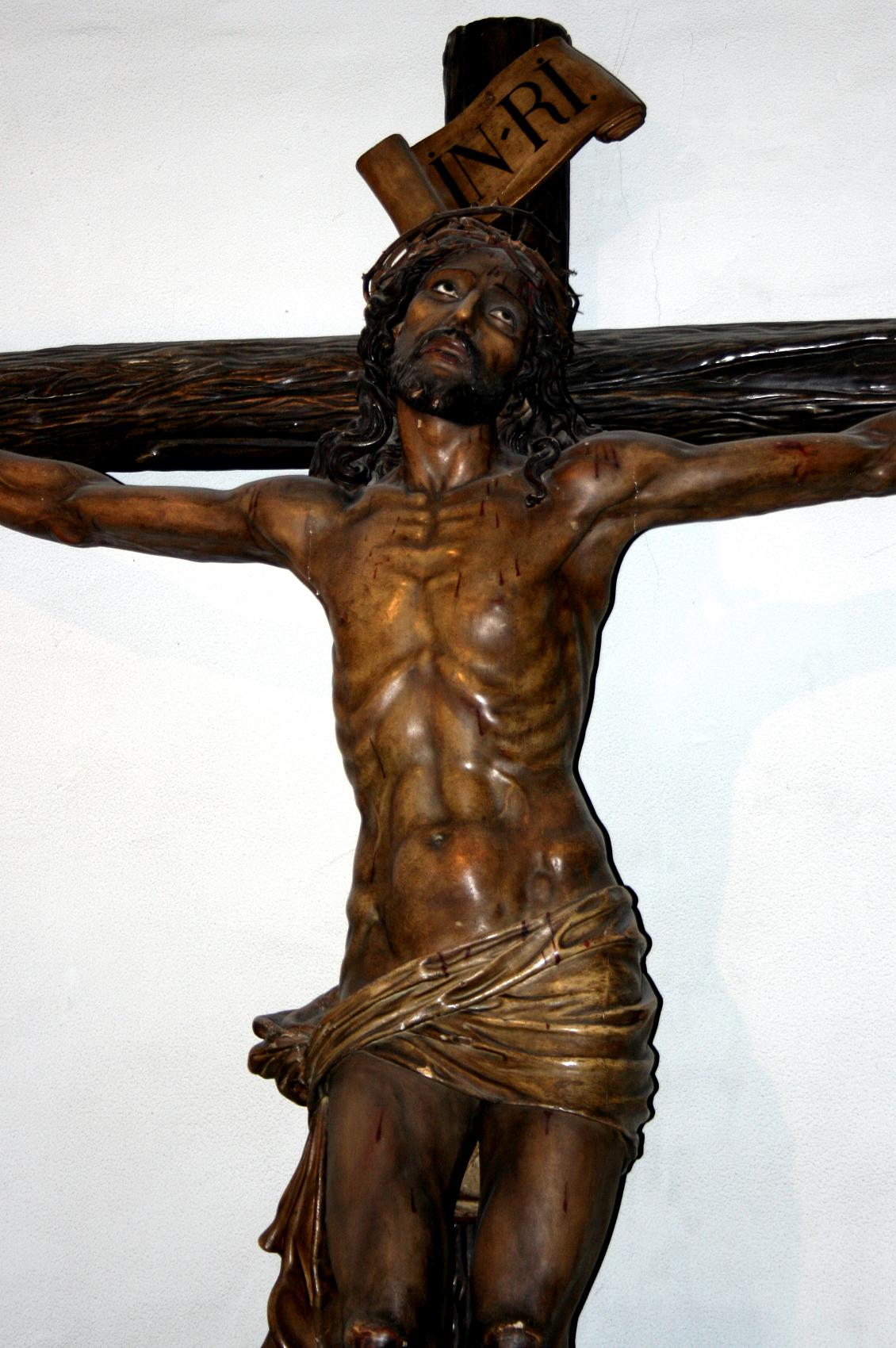
Cristo del Perdón, parroquia de las Maravillas y de los santos Justo y Pastor, Madrid. Talla atribuida a Villabrille por Elías Tormo.

Juan Alonso Villabrille y Ron (c. 1663-c. 1732) fue un escultor barroco español, nacido en Argul, en el ayuntamiento de Pesoz (Asturias), y tempranamente establecido en Madrid (1686) donde testó en 1732, ignorándose si falleció poco más tarde.

## Biografía y obra
De Juan Alonso Villabrille y Ron, hasta comienzos de la década de 1980, únicamente se conocía firmada con ese nombre y fechada en 1707 una Cabeza cortada de San Pablo conservada en el Museo Nacional de Escultura de Valladolid. En madera policromada, procedente de la sacristía del convento de san Pablo de la misma localidad, siempre estuvo valorada como obra digna de admiración por el virtuosismo del escultor y el alto grado de realismo, reforzado por los postizos de cristal y pasta en los ojos y dientes, aun tratándose de una interpretación de la cabeza del Laocoonte helenístico.
Antonio Ponz, que tuvo la oportunidad de ver esa escultura, en su Viage de España la citó como «una bella Cabeza de San Pablo de un Juan Alfonso Abril». Por su lado, Ceán Bermúdez, contando solo con la información facilitada por Ponz, imaginó que se trataba de obra de pincel y tuvo a Juan Alfonso Abril por pintor activo en Valladolid a mediados del siglo XVII, en tanto que, al escribir la biografía de Luis Salvador Carmona, hacía mención de su maestro, autor de las estatuas en piedra de San Isidro y de Santa María de la Cabeza que están en el puente de Toledo de Madrid, así como la de San Fernando en la portada del antiguo hospicio, obras en las que habría colaborado Salvador Carmona, llamándolo Juan Ron, quien según las investigaciones de Marcos Vallaure resultó ser el mismo Juan Alonso Villabrille de la Cabeza de san Pablo de Valladolid.
Se sabe por su testamento que estuvo casado dos veces y que dejaba tres hijos, Juan, Andrea Antonia, casada con el también escultor José Galbán, y Tomás, sacerdote de la Compañía de Jesús. Existe constancia del lugar de nacimiento por su declaración en una probanza de hidalguía. En Madrid se instaló en 1686, viviendo en la parroquia de San Ginés, donde se conserva un busto de San Jerónimo lleno de vida, cercano en calidad y trabajo de moldura a la cabeza de san Pablo. Sólo un año después de establecerse en Madrid consta que ejercía ya como escultor independiente, pues en 1687 recibió como aprendiz a un Jerónimo de Soto, pero no se conocen obras que se puedan datar con anterioridad a la fecha de la citada Cabeza cortada de san Pablo.
De 1718 es su trabajo para el retablo de la catedral de Badajoz, un San Juan Bautista de actitud serena, y de 1723 las citadas esculturas en piedra para el puente de Toledo, obras de inferior calidad, en las que se acusa el carácter decorativo. Posterior, de 1726, es el grupo de Fernando III el Santo victorioso sobre los moros en una nueva colaboración con el arquitecto Pedro de Ribera, director de las obras del puente y del viejo hospicio. Fuera de estas obras seguras se le han atribuido algunas otras, como un San Elías en la Galería Nacional de Irlanda, Dublín, y en el Museo Nacional de Escultura de Valladolid dos tallas en madera policromada de san Agustín —cuya cabeza y barba revuelta evocan la cortada de san Pablo— y santa Rita de Casia procedentes del convento de la Magdalena de agustinas recoletas de Alcalá de Henares, la cabeza cortada de san Anastasio, atribuida ya por Elías Tormo en 1927 cuando se encontraba en la capilla del Cristo de los Dolores de la V.O.T. de Madrid, y el grupo de san Joaquín con santa Ana y la Virgen niña, en su origen en el convento de la Encarnación de Valladolid.
A las obras seguras pudo agregar Jesús Urrea al confeccionar la Guía artística de Valladolid, por estar firmadas y fechadas en 1726 en sus peanas, dos bustos con el Ecce Homo y la Dolorosa conservados en el monasterio cisterciense de San Quirce al que llegaron procedentes de la Casa Profesa de los jesuitas (actualmente iglesia de San Miguel y San Julián) tras su expulsión de España en 1767. Urrea le atribuye también el busto en terracota bellamente policromada del cardenal Cisneros propiedad de la Universidad Complutense, y las imágenes de la Virgen, San Juan Evangelista y la Magdalena arrodillada al pie de la cruz, que con el Cristo de la Buena Muerte atribuido a Juan de Juni componen el grupo del Monte Calvario de la capilla de la Buena Muerte, en la misma iglesia vallisoletana de San Miguel, a la que pudo estar ligado por haber tenido dos hijos jesuitas. El grupo forma parte de los pasos procesionales de la Semana Santa vallisoletana, sacado en la tarde del Jueves Santo por la Cofradía del Descendimiento y Santo Cristo de la Buena Muerte. También se atribuye a Villabrille la imagen de la Dolorosa de San Miguel que acompaña al Cristo Yacente de Gregorio Fernández en esta misma Capilla de la Buena Muerte, y los pasos del Ecce Homo y el Nazareno Chico de la Vera Cruz de Salamanca.
Se tienen noticias, además, de la existencia de un Pablo Ron que firma una excelente escultura de San Agustín en el Real Monasterio de la Encarnación de Madrid, que pudiera ser su hermano menor, aunque es muy poca la documentación que se tiene de él.